# Sereine Berlottier
Sereine Berlottier, née en 1971, est une écrivaine française.

## Biographie
Née en 1971, Sereine Berlottier est l'autrice de romans, récits et de livres de poésie et de textes dans différentes revues. Elle est membre du comité de rédaction du collectif remue.net. Elle est également conservatrice de bibliothèques. 
Ses textes mettent souvent en tension poème et récit et mêlent les genres littéraires, notamment le journal dans Attente, partition, le fragment dans Habiter, traces et trajets, ou encore la fiction biographique. Ainsi Nu précipité dans le vide « déploie une rêverie fascinée autour du poète Ghérasim Luca », tandis que Louis sous la terre évoque la figure du peintre suisse Louis Soutter dans un « geste fragmenté », qui livre « le portrait déconstruit d'un artiste emporté par son œuvre. »
Elle a participé au projet interdisciplinaire Général Instin ainsi qu'à l'écriture de la fiction collective Climax et donne régulièrement des lectures publiques de ses textes,, parfois accompagnée de musiciens,.
Ses textes ont paru dans différentes revues, notamment Po&sie, Action poétique, Le nouveau Recueil, Rehauts, L'Étrangère, N4728, Perpendiculaire.

## Œuvres

### Livres
- Nu précipité dans le vide, Fayard, 2006 (ISBN 2-213-62660-X).
- Chao Praya (préf. Benoît Conort), Apogée, coll. « La rivière échappée », 2007 (ISBN 978-2-84398-271-2).
- Ferroviaires, Publie.net, 2008 (ISBN 978-2-8145-0061-7).
- Attente, partition, Argol, coll. « Locus Solus », 2011 (ISBN 978-2-915978-70-4).
- Louis sous la terre, Argol, coll. « Locus Solus », 2015 (ISBN 978-2-37069-009-8).
- Au bord, LansKine, coll. « Poéfilm », 2017 (ISBN 979-10-90491-45-8).
- Habiter : traces et trajets, Les Inaperçus, 2019 (ISBN 978-2-9541260-8-1) avec des peintures de Jérémy Liron.
- Ciels, visage, Lanskine, 2019 (ISBN 978-2-35963-004-6).
- Avec Kafka, cœur intranquille, NOUS, 2023 (ISBN 978-2-370841-16-2)

### Participation à des ouvrages collectifs
- Creuser les voix, Genève, Samizdat, 2012 (ISBN 9782940188666).
- Anthologie Général Instin, Othello, Le Nouvel Attila, 2015 (ISBN 979-10-95244-00-4).
- Climax, Othello, 2015 (ISBN 979-10-95244-01-1).
- D’un lyrisme l’autre, La création entre poésie et musique au XXIème siècle, sous la direction de Laure Gauthier, FMR, 2022.

### Publications en revue
Po&sie, Rehauts, Gare maritime, Perpendiculaire, Action poétique, Revue Bleue, Sarrazine, N47, D'ici là, Ce qui secret, L'Étrangère, Remue.net, Zone sensible, Sur Zone.

## Récompenses
2024 : Prix Roger-Kowalski pour Avec Kafka, cœur intranquille (Éditions Nous, 2023).